# 比隆 (丹麦)
比隆（丹麥語發音：[ˈbilɔnˀ]），是丹麦日德兰比隆市鎮内的一座小镇，以乐高集团总部所在地而知名。它是一座典型的公司市镇，较为知名的还有它的主题公园比隆乐高乐园、水上乐园度假村拉兰迪亚，以及丹麦第二大机场比隆机场。该机场于1964年由乐高集团建成，但现已独立运营。
2017年，比隆的人口为6,313，是南丹麦大区比隆市鎮第二大的镇，而最大的镇是市政府所在地格林斯泰茲。
在市郊有一座乐高工厂，截至2005年，乐高公司90％的产品都是由这家工厂生产的。邻近公司总部，有第一座乐高乐园主题公园，该园于1968年建成开放，称为比隆乐高乐园。
除了乐高集团，斯堪的纳维亚太阳航空也将其总部设在了比隆。

## 历史
在很长一段时间，比隆都是格雷恩·柯克（Grene Kirke）教区（“格罗夫教会”，“Grove Church”）的一部分，它最早的罗曼式建筑在1291年第一次被提及。该镇的名字在1454年第一次以“Byllundt”的形式出现，而“Billund”则出现在1510年。
1880年，该镇第一座风车磨坊在瓦埃勒到瓦德之间的路上落成。1895年，磨坊被烧毁，但又在1897年重建，这一次是荷兰风格的风车。同年，建成了从瓦埃勒到比隆的铁路，该线路在1914年又延伸到格林斯泰茲。
1916年，后来乐高集团的创立者奥勒·基克·克里斯蒂安森，买了比隆一家1895年成立的家具公司。他在镇里投资，创办了一家新的乳制品厂，在小镇南部几英里的地方建起了Skjoldbjerg教堂。1930年，柯克·克里斯蒂安森开始生产日用品，如熨衣板、梯子和微型玩具。他的第一批玩具是从他生产其它商品的废料中创造出来的，但他真正的玩具生产始于1932年。1934年，该玩具工厂被命名为“乐高”。
1930年代后期，比隆经历了一段时间的增长。由于工厂的存在，比隆开始建设自来水厂、体育馆和市政厅，不过当地的电站却被关闭并搬迁。
1942年，在二战中纳粹占领时期，旧的乐高工厂被烧毁，但是马上又建起了一座新工厂。1946年，铁路从格林斯泰德延伸到乐高工厂。1949年，该工厂首次生产出塑料乐高积木。
1950年代，随着铁路的关闭，比隆出现了经济衰退。为了应对贫穷的蔓延，比隆住房协会（Billund Housing Association）成立了，并建造了人们负担得起的住房以及退休之家。乐高于1959年在镇北部建造了一个大型公园，里面有游乐场、户外场景、雪橇山和人工湖。1962年，比隆机场落成，一开始仅作为乐高集团的私有机场，后来才对其它用途开放。随着乐高乐园于1968年开张，比隆再次开始了增长。

## 地理
比隆距离格林斯泰德约13公里（8英里），距离埃斯比约约56公里（35英里），距离地区首府瓦埃勒约27公里（17英里）。

## 人口
截至2012年，该镇共有6,146名居民。在1930年代初，比隆还是一个只有300名居民的小村庄。到1950年代，村庄的居民达到了500，在此之后，居民数量迅速增加。之后仅仅20年，到1970年，这一数字即翻了两番，达到了2,065名居民。人口的爆炸性增长，源于乐高在1960年代中期的迅速扩张。
该镇的人口特征是，许多家庭都有孩子；镇里约有27.3%的家庭包括夫妇和孩子。这稍高于该区域的平均水平。该镇的居民大都住在家庭住宅中。

## 名人
- 凯尔·基克·克里斯蒂安森（英语：Kjeld Kirk Kristiansen）（1947年生于比隆），乐高集团的前总裁及首席执行官（1979-2004），最富有的丹麦人（净资产55亿美元）
- 莱恩·邦德（英语：莱恩·邦德）（1979-），丹麦战斗机飞行员，在比隆长大。2006年7月，27岁的她成为丹麦第一名女性的战斗机飞行员，驾驶F-16喷气式战斗机

## 旅游

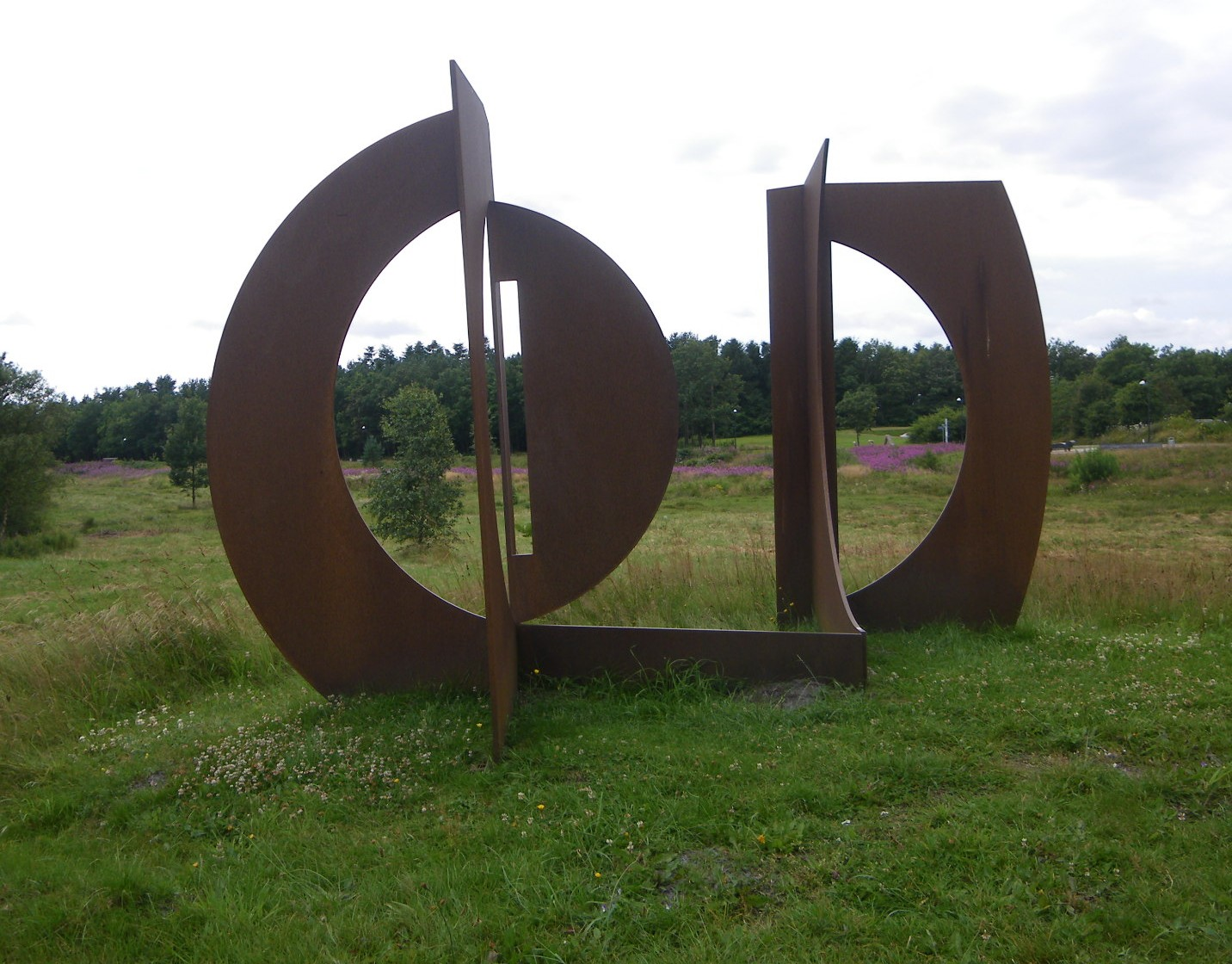
比隆雕塑公园，一座景观雕塑公园。

比隆是一个受欢迎的旅游目的地，尤其是对有孩子的家庭来说。 
因为有比隆机场，到该市很容易。除了比隆的景点，很多家庭也到比隆附近来参观吉夫斯库动物园、康格内斯耶林（Kongernes Jelling）和旺代尔博物馆（Vandel Museum）。该地区有酒店、旅馆和一个露营地。
2017年底，一座新的乐高屋建成开放。它是一个动手体验中心，有23米高，位于镇中心。